# Michaele Schreyer

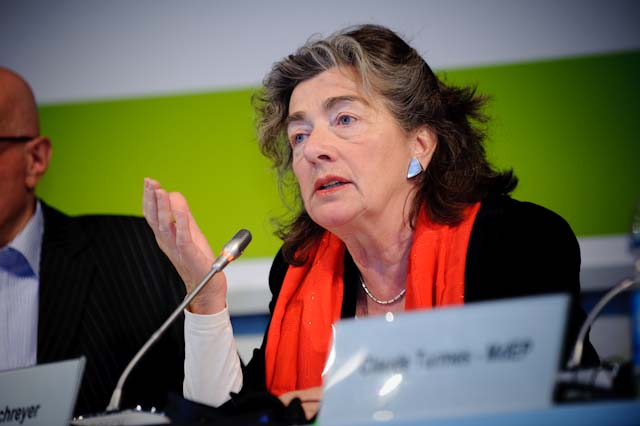
Michaele Schreyer (2010)

Michaele Schreyer (nacida el 9 de agosto de 1951 en Colonia) fue una Comisaria de la Unión Europea entre septiembre de 1999 y noviembre de 2004. Estuvo a cargo de la cartera de presupuestos. Pertenecía al partido alemán Alianza 90/Los Verdes.